# دیوید ویلموت
دیوید ویلموت (به انگلیسی: David Wilmot) سناتور سابق عضو حزب جمهوری‌خواه ایالات متحده آمریکا بود. وی در سال ۱۸۶۱ تا ۱۸۶۳ میلادی سناتور ایالت پنسیلوانیا در سنای ایالات متحده آمریکا بود.